# Pere Nadal i Tortajada
Pere Nadal i Tortajada (Barcelona, 1921 - Barcelona, 1989) fou un jugador d'hoquei sobre patins català de la dècada de 1940.

## Trajectòria
Jugava a la posició de porter. Fou jugador de l'Skating Hockey Club, del Club Patí de Barcelona i de la Unió Club d'Hoquei de Barcelona. Amb aquest darrer club fou campió d'Espanya l'any 1945. L'any 1946 fitxà pel RCD Espanyol, on jugà fins 1950, i guanyà quatre Campionats de Catalunya i tres d'Espanya. Finalitzà la seva etapa com a jugador al FC Barcelona.
El 1947 formà part de la primera selecció espanyola de la història, que acabà en tercera posició al Campionat del Món. El 1950 es proclamà subcampió del món.
Com a entrenador dirigí el FC Barcelona, amb el qual guanyà el campionat espanyol l'any 1953, fou entrenador de la selecció espanyola, amb Francesc Platon de seleccionador, entrenà el CD Femsa de Madrid durant quatre temporades, fou seleccionador de Castella i durant els anys setanta entrenà el Picadero.

## Palmarès
Unió Club
- Campionat d'Espanya:
  - 1945

RCD Espanyol
- Campionat de Catalunya:
  - 1947, 1948, 1949, 1950
- Campionat d'Espanya:
  - 1947, 1948, 1949

FC Barcelona (entrenador)
- Campionat d'Espanya:
  - 1953